# ندى صحناوي
ندى صحناوي (مواليد 1958) فنانة تشكيلية وناشطة سياسية. عرضت أعمالها الفنية، التي تشمل الرسم، والأعمال الإعلامية المختلطة، والنحت والتركيبات، على نطاق واسع دوليًا، وظهرت في الصحافة والمنشورات المطبوعة في جميع أنحاء العالم أقامت العديد من المعارض الفردية كما شاركت بمعارض جماعية.
صحناوي، التي ولدت في بيروت وتلقت تدريبها الأكاديمي في التاريخ وعلم الاجتماع والسينما والفنون الجميلة، هي رائدة في المنشآت الفنية العامة سريعة الزوال في لبنان والشرق الأوسط. نشطت منذ أوائل التسعينيات، وكانت جزءًا من تشكيل المشهد الفني اللبناني بعد الحرب من خلال الأعمال الفنية التي تسعى إلى إثارة نقاش حول القضايا المحيطة بذاكرة الحروب، ولا سيما الحرب الأهلية اللبنانية 1975-1990. وقد نددت بفقدان الذاكرة الشخصي والجماعي المحيط بهذا الصراع، وكذلك التفتت المادي والسياسي الذي أعقبه في لبنان. لا تؤكد أعمالها فقط على ضرورة التفكير في الذكريات المتعددة لتلك الحرب ولكن أيضًا في عمليات وضرورة المصالحة الوطنية. تتساءل عن كتابة التاريخ وبناء الهوية في العالم العربي وخارجه، وتطلب باستمرار التأمل والتمرد على الوضع الراهن.
تميز لوحات ومنحوتات ومنشآت الصحناوي بأنها تتطلب الكثير من الوقت والعمالة، مما يجعل من الموازاة بين العملية الفنية والوقت اللازم لمعالجة الذاكرة. وهي معروفة باستخدامها المتكرر للتكرار كأثر أسلوبي وتوليد المعنى، يتقاطع مع الوقت التجريبي للعمل، والوقت الإبداعي، ووقت الأرشفة، لا سيما في منشآتها واسعة النطاق، والتي تنظم في الأماكن الحضرية والمؤسسات، والتي تجعل استخدام كائنات الحياة اليومية. كما لو كانت منشغلة بجماليات الفن المفاهيمي والشحن العاطفي.
تتضمن مجموعة أعمالها تركيبات مثل كسور الذاكرة (2003)، وينون؟ أين هم؟ (2006)، ألم تكفي 15 عامًا من الاختباء في المراحيض؟ ( 2008)، وضوء في نهاية النفق (2012)، وسلسلة من اللوحات التي تضم طبقات من الطلاء والأشياء والكلمات والصور ، كما رأينا على سبيل المثال في Peindre L'Orient-Le Jour (2000) ،How Many كم أكثر (2014 إلى الوقت الحاضر)، أو توليب لبلد مجروح (1992 إلى الوقت الحاضر).
عرضت أعمال الصحناوي دوليًا في أوروبا والولايات المتحدة والشرق الأوسط وشمال إفريقيا، بما في ذلك نيويورك وبوسطن وواشنطن العاصمة ولندن وباريس ومرسيليا ولييج وهيوستن وميونيخ وبيروت ودبي والدوحة.
وهي ناشطة في مجال حقوق الإنسان والإصلاح السياسي، صحناوي عضوة في بيروت مدينتي، وهي منظمة سياسية عامة حضرية ترشحت تحت مظلتها لشغل مقعد في المجلس البلدي لبيروت في عام 2016. وهي أيضًا عضو مؤسس في المركز المدني للمبادرة الوطنية، الذي تشمل أعماله حملة قانونية لإزالة الإشارة إلى الطائفة من سجلات الدولة، ومبادرة لإدارة الزواج المدني بشكل قانوني في لبنان.

## بدايات الحياة والدراسات
وُلدت صحناوي ونشأت في بيروت، وكانت مراهقًة عندما اندلعت الحرب الأهلية اللبنانية عام 1975. وشهدت عن كثب التقسيم المناطقي والعقلي للعاصمة اللبنانية إلى بيروت الشرقية والغربية، والخطر الكبير المتمثل في عبور الخط الفاصل بين منزلها في شرق بيروت ومدرستها في بيروت الغربية.
سافرت بعد ذلك إلى الخارج لمتابعة التعليم العالي، حيث درست في جامعة باريس نانتير وجامعة السوربون نوفيل باريس 3، والتي تخرجت منها في عام 1981 بدرجة الماجستير في علم الاجتماع ودبلوم في دراسات الأفلام النظرية. في عام 1983، انتقلت إلى الولايات المتحدة حيث تابعت دراسة إنتاج الأفلام في جامعة بوسطن. في عام 1985، عادت إلى بيروت حيث ولد ابنها عبد الله سلام بعد عام. عندما كانت في لبنان، أكملت أطروحة DEA-Diplôme d'Études Approfondies in History في جامعة باريس السوربون (1987). في عام 1989 عادت إلى الولايات المتحدة مع عائلتها وسجلت في مدرسة بوسطن لمتحف الفنون الجميلة، وتخرجت منها عام 1995 بشهادة وسنة خامسة. في نفس العام، عادت إلى بيروت، حيث استقرت منذ ذلك الحين.

## مجال الفن

### الأعمال المبكرة: اللوحات الفنية وسلسلة الوسائط المختلطة (1993-2000)
على غرار تجربتها في بيروت في زمن الحرب، كانت صحناوي مهتمة في وقت مبكر باستكشاف قضايا الانفصال والتشرذم، ولم تقتصر على الخوض في تاريخ العاصمة اللبنانية فحسب، بل تناولت أيضًا تاريخ المدن الأخرى التي أصيبت بسبب الحرب. شاركت بشكل ملحوظ في المحفوظات المرئية والنصية للحروب المختلفة حول العالم وبدأت في دمجها في لوحاتها وأعمالها الفنية المختلطة. هذا الارتباط الوثيق بالنص لا يميز مهنة صحناوي المبكرة فحسب، بل يميز أعمالها اللاحقة أيضًا.
أشارت إحدى أولى سلاسل لوحاتها، ألعاب الحرب (عام 1995)، إلى القضايا المحيطة بالانقسام الجسدي والعقلي، وصعوبة العبور من جانب إلى آخر في المدينة في أوقات الحرب. تشير اللوحات، التي أدرجت فيها أحيانًا صور أرشيفية أو قصاصات صحفية أو نصوص، إلى المناظر الطبيعية الحضرية المقسمة لبيروت والقدس. وبالمثل، فإن سلسلة لوحات سراييفو (1995)، التي استخدمت تقنيات مماثلة، تشهد على الحياة اليومية لسكان هذه المدينة خلال الحروب اليوغوسلافية بينما تقارن بين ظروف الحياة في بيروت في زمن الحرب.
منذ منتصف التسعينيات فصاعدًا، طورت صحناوي تركيزها على ذكرى الحرب الأهلية، ولا سيما فقدان الذاكرة الجماعي للنزاع الذي تغاضى عنه قانون العفو اللبناني لعام 1991. وهكذا، اتخذت إحصاءات الحرب اللبنانية (1995) كنقطة انطلاق روايات عن عدد القتلى والجرحى والمختفين خلال الحرب الأهلية اللبنانية، كما نُشرت في وسائل الإعلام الغربية مثل نيويورك تايمز ولوموند الفرنسية . سلسلة الأعمال الإعلامية المختلطة، باستخدام الطلاء والنص والضمادات، تخليداً لذكرى ضحايا الصراع، بهدف مداواة البلاد.
عندما عرضت قراءة TS Eliot (1999) صفوفًا من الأجزاء المرسومة من قصائد إليوت الموضوعة على لوحات كبيرة. أشارت سلسلة الأعمال إلى دورية الزمن والغرور البشري، مستندة إلى تأمل الشاعر في الاهتمامات الوجودية، علاوة على ذلك، مقارنة بين خيبة الأمل في فترة ما بعد الحرب العالمية الأولى ولبنان ما بعد الحرب الأهلية.
مع Peindre L'Orient-Le Jour (بالإنجليزية: Painting the L'Orient-Le Jour) (1999)، رسمت صحناوي تقطيع وإعادة تشكيل وإعادة كتابة الصفحة الأولى للجريدة الفرنكوفونية الرائدة في لبنان، كل يوم لمدة عام كامل. أعادت تنظيم الأخبار، وإخفاء بعض المقالات بينما تقدم أخرى إلى الصفحة الأولى، للتعليق على المعلومات والمعلومات المضللة، والحقيقة الصحفية، واستخدام المحفوظات.
بعد ذلك، استخدمت سلسلة أعمال الصحناوي الإعلامية المختلطة، إعادة النظر في ساحة الشهداء (2000)، صوراً لوسط بيروت قبل بداية فترة إعادة الإعمار بعد الحرب مباشرة لتحفيز التفكير في تاريخ وذاكرة الحرب اللبنانية ومدينة بيروت، وتأملوا فيها. تطورها المستقبلي بعد الدمار.
خلال التسعينيات، تناول صحناوي أيضًا مواضيع اجتماعية وسياسية محددة تتعلق بلبنان. العنف القانوني (1998)، على سبيل المثال، تناول حقوق المرأة في الوصاية على أطفالها بموجب قوانين الأسرة اللبنانية، التي تديرها المحاكم الدينية التابعة للطوائف اللبنانية المختلفة.

### المنشآت (2001-2012)
بصفتها رائدة في التركيبات الفنية سريعة الزوال في لبنان، عرضت صحناوي أيضًا مثل هذه الأعمال في تونس (تونس) ومرسيليا (فرنسا) ولندن (المملكة المتحدة) ولييج (بلجيكا) والدوحة (قطر). منذ عام 2001، عملت على إنشاء منشآت واسعة النطاق خاصة بالمواقع في المؤسسات والأماكن الحضرية. تعيد هذه الأعمال بشكل عام توظيف العشرات من الأشياء اليومية الدنيوية، وتنقل رسالتها الأساسية الحاجة الملحة إلى المصالحة الوطنية والتغيير الاجتماعي. إنها تشكل مساحات للتأمل الشخصي والتفكير الاجتماعي والشفاء الجماعي، وغالبًا ما تستخدم مجاز التكرار لتوليد المعنى. استخدمت صحناوي أشياء متنوعة مثل الدبابيس والمكانس ومقاعد المراحيض للتعبير عن أهمية الاعتراف بإرث وذاكرة الحرب ولتعزيز التعافي الوطني.
طلب تركيبها الأول، Promenade in Your Dreams (2001)، من أكثر من 1600 طالب من الكلية الدولية، مدرسة خاصة في بيروت، وصف مدرسة أحلامهم، والكتابة أو الرسم على الورق المنسق الذي لصق لاحقًا على الخشب. أجهزة لوحية. ثم عرضت الصحناوي الردود في المدرج المكشوف بالمدرسة.
تناولت منشآتها التالية الذاكرة الجماعية للحرب الأهلية اللبنانية. في عام 2003 ، بدأت كسور الذاكرة بدعوة مفتوحة للجمهور لمشاركة ذاكرة الحياة اليومية قبل الحرب، وكتابتها على ورقة، مما أدى إلى إنشاء 360 هيكلًا باستخدام 20 طنًا من الورق تعرض ردودهم، والتي عرضت في ساحة الشهداء في قلب وسط بيروت.
وبالمثل، حققت حاويات الذاكرة البلاستيكية (2004) في علاقة سكان مدينة جبيل اللبنانية بتراثهم البالغ 6000 عام، والذي ادعوا عمومًا أنهم يفتخرون به، وسألهم في نفس الوقت عن ذكرياتهم عن الماضي القريب، التي ثبت أنها أكثر صعوبة بالنسبة لهم. ثم ملأت الصحناوي مائة دلو من البلاستيك الأبيض بثلاثة آلاف قطعة من الأوراق المتهالكة، وكُتب عليها نص يشكك في معنى تاريخ عمره 6000 عام دون أن يتذكر الماضي القريب.
قامت صحناوي بتوسيع نطاق ممارستها التركيبية دوليًا لمعالجة القضايا العالمية، وفي نفس العام، نظمت صحناوي فيلم Sand، وهو رد فعل على التصحر ونقص مياه الشرب في تونس، خلال بينالي البحر الأبيض المتوسط الثالث للفنون في تونس.
في عام 2006، كلفت اللجنة اللبنانية لأهالي المخطوفين والمفقودين صحناوي بتأسيس تركيب وينون؟ /أين هم؟ في ذلك الوقت، كان يُعتقد أن أكثر من 3000 شخص ما زالوا في عداد المفقودين في أعقاب الحرب الأهلية، كما منع قانون العفو لعام 1991 التحقيق في مكان وجودهم أو وفاتهم. ولفت صحناوي الانتباه إلى هذا الوضع بتركيب يعرض 3000 اسم و 400 صورة فوتوغرافية ملصقة على بالونات بيضاء وسوداء، والتي عُرضت في أنقاض سينما غير مكتملة تسمى القبة (أو البيض ) في وسط بيروت.
بعد ذلك بعامين، عرض صحناوي عرض `` لم تكن 15 عامًا من الاختباء في المراحيض كافية؟ ''، وهو تركيب يتكون من ستمائة مقعد مرحاض مصطف في شبكة بالقرب من ساحة الشهداء، وسط مدينة بيروت. استند العمل إلى ذكريات صحناوي عن الحرب الأهلية، في الوقت الذي اعتاد فيه العديد من اللبنانيين الاختباء في الحمامات للاحتماء من القنابل ونيران القناصة. 
في عام 2008، قدمت صحناوي أيضًا تركيب سمفونية الهجرة، الذي تناول قضايا الهجرة، في مرسيليا. من أجل هذا العمل، استجوبت صحناوي مائة من أطفال المدارس حول قصص عائلاتهم عن الهجرة، وهو موضوع ملح على جانبي البحر الأبيض المتوسط. تبع فيلم Rubble Symphony المهاجر، الذي أقيم في الدوحة، قطر ، في عام 2009. تعود جذور هذا العمل إلى أعقاب حرب لبنان عام 2006، عندما التقطت صحناوي أكثر من أربعمائة صورة فوتوغرافية لتداعيات القصف الإسرائيلي لبيروت. اقترح العرض، بخلاف الأصل المحدد للصور، انعكاسًا على القدرة العالمية للبشرية على تحويل حياة البشر إلى ركام.
في عام 2010، مع التركيز على مسألة التأمل كأداة للشفاء، قدمت صحناوي هذا أيضًا Shall Pass، وهو تركيب مصنوع من عدة صفوف من دوائر متحدة المركز من الدبابيس المتدحرجة، معروضة في متحف سرسق في بيروت. صمم التركيب باعتباره صلاة من أجل المستقبل، لا سيما في لبنان بعد حرب لبنان عام 2006.
في عام 2011، عرضت To Sweep، وهي مجموعة من عشرات المكانس التي تبدو وكأنها تكتسح كلمات مثل "الظلامية" و "الإرهاب" و "الحرب" و "الشمولية"، في إشارة إلى أعمال التذكر والنسيان. جسّد العمل الفني، الذي عُرض لأول مرة في بيروت في مركز بيروت للمعارض ثم في لندن في الكلية الملكية للفنون، إيماءة عامة من التنافس المدني وكذلك استعارة للبدء من جديد، وهو أمر مهم بشكل خاص للعالم العربي في ذلك الوقت، في سياق الربيع العربي. بالنسبة إلى صحناوي، لا يمثل الكنس عملاً عاديًا يوميًا فحسب، بل يمثل أيضًا مشروعًا جماعيًا قويًا بعد حرب أو ثورة.
أحدث تركيب حضري لصحناوي، ضوء في نهاية النفق، عرض في عام 2012 في حي زيتونة باي على الواجهة البحرية في بيروت. تتألف من 360 متوازيًا من الخشب الأحمر المتشابك، وقد دعت المارة للتفكير في السياسة المتضمنة في نزهة بسيطة في المدينة، وكانت بمثابة مظهر من مظاهر الإرادة الجماعية لمستقبل أكثر إشراقًا.

### العودة إلى الرسم والنحت (2016 إلى الوقت الحاضر)
كان معرض صحناوي 2016، Along This Lines ، في غاليري Isabelle Van Den Eyde في دبي، وعرضها الفردي التالي، How Many How More، في غاليري تانيت في بيروت في مارس 2019 ، علامة على عودتها إلى الرسم والنحت بعد عقد من التركيز. بشكل رئيسي على المنشآت واسعة النطاق. وبحسب صحناوي، فإن التحول نابع من حاجة عميقة للرسم، حيث تعتبر نفسها رسامة وسعت نطاق ممارستها إلى الفضاء العام. على الرغم من صغر حجم الأعمال من منشآتها العامة، إلا أنها تتطلب عمالة كثيفة، حيث تصر صحناوي على أهمية الوقت التأملي للإبداع. مواضيعهم هي استمرار لمشروعها الشامل للعمل على الذاكرة الجماعية وبناء مستقبل مفعم بالأمل، وبلورة اهتماماتها بالحساب مع ذكرى الحروب وتعزيز المصالحة الوطنية. تعميق تأملها الفلسفي، تقترح صحناوي أيضًا التأمل في الوقت المناسب، والتكرار، والمرونة، والأمل على المستوى الشخصي والمجتمعي.

### تلوين
في عام 2019، عرضت صحناوي سلسلة مستمرة من اللوحات، توليب من أجل بلد جريح، والتي بدأت كمطبوعات في عام 1991. حفزت هذه السلسلة لأول مرة من خلال نزهة في حقول الخزامى في هولندا. تشكل هذه العشرات من اللوحات الوردية، وحدها أو مرتبة في شبكات حية، عروض سلام للبنان، مليئة بالأمل والرموز الاحتفالية، وتتصور إمكانية وجود عالم غير عنيف. في عامي 2016 و 2019، عرضت أيضًا مجموعة من اللوحات كبيرة الحجم ، كم عدد أكثر ، والتي تتميز بسلسلة متكررة منتظمة من الخطوط الملونة التي أدرجت فيها صورًا أرشيفية وأزرارًا وخرزًا وكبسولات أدوية مفتوحة وشرائط من الصحف، خلق أعمال مرحة ورثائية في آن واحد. بدأ المسلسل كرد فعل على الحروب الدائرة في العالم العربي، لا سيما في سوريا، وأدى إلى تأمل شخصي في محدودية الحياة البشرية، فضلاً عن نداء من أجل السلام. هذه الأعمال عبارة عن لوحات تجريدية وكولاجات ومناظر طبيعية في الوقت نفسه تؤكد على أن الذاكرة مجزأة وشخصية وجماعية في آن واحد، حيث أن تكرار الخطوط يهدف إلى صدى صوت واحد يعد أيام الحياة.

### المنحوتات والتركيبات
في عامي 2018 و 2019، ابتكرت صحناوي أيضًا العديد من المنحوتات التي تعالج الركود الاجتماعي والسياسي في لبنان والحاجة إلى المصالحة الوطنية. في قطع تمثل خريطة ثلاثية الأبعاد للبنان مقطوعة إلى أجزاء متشابكة، تشبه القطع المنفصلة من اللغز وتشكل في الحال استعارة للانقسامات المستمرة التي ابتليت بها البلاد وقدرة اللبنانيين على إعادة توحيد وطنهم. في هذه الأثناء، كانت Les Mauvaises Nouvelles du Monde (بالإنجليزية: The Bad News of the World ) عبارة عن كومة من أعداد جرائد النهار التي يبلغ ارتفاعها مترين ملتصقة ببعضها البعض ومطلية باللون الأسود، معلّقة على انتشار الأخبار السيئة و التضليل، في حين تسعى لطردهم. في هذا العمل، لم تعد المعلومات مقروءة، وانقطعت دورة الأخبار على مدار 24 ساعة مجازيًا. عمل آخر، المكسور، يجمع كرات بينج بونج مثقوبة في عمود عمودي، مشيرًا إلى الازدواجية بين الضعف والمرونة على المستوى الشخصي ومستوى الدولة. في عام 2019، عرض تركيب Lungs خطاً من عدة أنابيب عادم، مطلية باللون الأبيض، على أحد جدران المعرض، للفت الانتباه، في الحال، إلى التلوث، والرغبة الجماعية في التنفس بشكل رمزي ، وإطلاق الصعداء بالتمني من الارتياح السياسي والاجتماعي.

## مجموعات عامة
تعتبر أعمال الصحناوي الفنية جزءًا من العديد من المجموعات المؤسسية والخاصة البارزة، بما في ذلك المندوبية العامة للعلاقات الدولية للكومونة والوني بروكسيل (بروكسل)، ومجموعة وزارة الثقافة في الإمارات العربية المتحدة، مجموعة سرادار (بيروت)، متحف سرسق (بيروت)، ومتحف MACAM (عليتا، لبنان).

## منشورات مختارة
صحناوي هي مؤلفة كتاب L'Occidentalisation de la vie quotidienne à Beyrouth 1860–1914 (2002) ، الذي يحلل تغريب الحياة اليومية في بيروت خلال عقود متصرفية جبل لبنان، وهي فترة التحديث السريع وتغيير نمط الحياة في بيروت. العاصمة اللبنانية المستقبلية. بالإضافة إلى ذلك، ساهمت صحناوي في "Histoire d'une Toile" في مجلة Bahithat (2005-2006) ، حيث ناقشت كيفية عملها لصورة عائلة عازوري اللبنانية.
ظهرت الصحناوي في العديد من المنشورات حول الفن المعاصر اللبناني والعالمي، بما في ذلك مجموعة Luciano Benetton 's It's Always been، Contemporary Artists from Lebanon (2018)، بما في ذلك Amal Traboulsey's Galerie Épreuve d'Artiste، Chronique d'une galerie sur fonds de guerre (2017) ، كارلا كالارج في لبنان. Mémoires ،،،fragmentées d'une guerre obsédante: L'Anamnèse dans la production Cultural francophone (2000-2015) ، David Carrier وJoachim Pissarro 's Wild Art (2013)، وResonances ، 82 فنانًا لبنانيًا راجعتها هيلين خال (2011).

## الصحافة الدولية
ظهرت الصحناوي في العديد من الصحف والمجلات الدولية، من بينها لوموند، لوس أنجلوس تايمز،  الموندو،  واشنطن بوست، ليكسبريس انترناشيونال، كوريير إنترناشونال. و و Le Figaro.

## النشاط المدني والسياسي
ينشط صحناوي في الحياة المدنية والسياسية اللبنانية. وهي تدعو إلى سن قوانين مدنية لتجاوز النظام الطائفي اللبناني وتعزيز الحريات الفردية، والسياسات التقدمية لحماية البيئة والصحة العامة، وتدابير لتمكين المرأة وإنفاذ حقوق الإنسان.
صحناوي هي عضو مؤسس للمركز المدني للمبادرة الوطنية، الذي تشمل أعماله حملة قانونية لإزالة الإشارة إلى الطائفة من سجلات الدولة ومبادرة لإدارة الزواج المدني في البلاد. وهي أيضًا عضوة في " بيروت مدينتي " (بالإنجليزية: Beirut my city )، وهي منظمة سياسية عامة حضرية تعمل خارج الأحزاب السياسية الطائفية المهيمنة. ترشحت لمنصب بلدي في بيروت مرتين، المرة الثانية تحت مظلة بيروت مدينتي عام 2016، ضد مرشحين من أحزاب طائفية تقليدية. على الرغم من حصولها على حوالي 28000 صوت (تمثل حوالي 40 ٪ من الأصوات)، إلا أنها لم تفز بالسباق.
كما نشرت العديد من المقالات منذ أواخر التسعينيات حول حقوق الإنسان والسياسة في الصحافة اللبنانية الفرنكوفونية والصحافة الناطقة باللغة العربية، ولا سيما صحيفة النهار اليومية، حيث كانت تطالب بالعدالة الاجتماعية وحقوق الإنسان والإصلاح السياسي. من بين القضايا التي تناولتها هي الزواج المدني، البيئة، الرقابة، حقوق المرأة، حقوق الإنسان، وحظر التدخين. وقد دعت إلى إصلاح النظام السياسي الطائفي  والقوانين المنظمة للانتخابات النيابية، وتأملت في الثقل الاجتماعي والسياسي المستمر بعد الحرب الأهلية في لبنان.